# Kommunistisk Forbund Marxister-Leninister
Kommunistisk Forbund Marxister-Leninister (KFML) var en dansk maoistisk orienteret venstrefløjsorganisation grundlagt i 1968.
KFML blev grundlagt af en række kræfter, der i perioden omkring 1965 var brudt ud af Kommunistisk Arbejdskreds (KAK) og havde tilbragt et par år i andre partier, særligt VS og disses ungdomsparti Socialistisk Ungdoms Forum. I disse partier fandt de dog kun ringe forståelse for deres maoistiske verdenssyn, og derfor valgte de i 1968 at gå ud og grundlægge KFML som en egen "partiforberedende organisation" med det formål senere at danne et kommunistisk parti.
En af grundlæggerne var historikeren Benito Scocozza, der efter sit brud med KAK i 1965 havde en periode i VS, hvis hovedbestyrelse han var blevet valgt til i maj 1968, blot fire måneder før stiftelsen af KFML. Et andet stort tilskud kom fra VS' (tidligere SF's) ungdomsorganisation, SUF, hvor en gruppe maoister, hvoraf en del med baggrund i KAK, havde forsøgt at vinde organisationen over på et maoistisk grundlag, hvilket mislykkedes og førte til den maoistiske fraktions eksklusion fra SUF. Disse stiftede efterfølgende Kommunistisk Ungdom Marxister-Leninister, som fungerede som ungdomsorganisation tilknyttet KFML indtil 1971, hvor man på grund af problemer i organisationen valgte at slå sig sammen med KFML.
KFML så sig selv som allieret med Kinas kommunistiske parti, hvis linje de anså for en videreførelse af den traditionel kommunistiske ideologi, i modsætning til Sovjetunionens revisionistiske linje, herhjemme repræsenteret ved DKP. KFML var dog også kritiske over for på den ene side VS, som de opfattede som et "borgerligt" arbejderparti undermineret af antiautoritære strømninger og reformisme, og på den anden side KAK og deres chefideolog Gottfred Appel, som i KFML's optik havde afblæst den hjemlige klassekamp i forventningen om et oprør i den tredje verden.
KFML voksede op gennem halvfjerdserne, bl.a. i konkurrence med Boligorganisationen Marxister-Leninister (BOml), det senere Marxistisk-Leninistisk Enhedsparti (MLE), der var blevet stiftet i 1972 som et forsøg på at give slumstormerbevægelsen et vist teoretisk og organisatorisk fundament. KFML og BOml lå en tid i forhandlinger om sammenslutning, der dog i sidste ende mislykkedes, men efter nogle år tilsluttede resterne af MLE sig alligevel KFML, der var vokset betydeligt. Ligeledes udviklede KFML en betydelig faglig praksis og deltog bl.a. i en række vellykkede faglige konflikter, som også gavnede KFML's anseelse og tro på egen formåen.
Dette førte frem mod, at man i 1976 besluttede, at KFML nu var nået så langt, at tiden var inde til at indfri formålet om at stifte et egentligt kommunistisk parti. I løbet af sommeren og efteråret holdt mange omfattende diskussioner for at udarbejde et decideret partiprogram til afløsning af det gamle principprogram, der var blevet vedtaget i 1970, og på kongressen i november 1976 blev det nye partiprogram vedtaget, hvorved KFML omdannedes til Kommunistisk Arbejderparti.